# 揚科集團
揚科集團有限公司，簡稱揚科集團（英語：ICO Group Limited，港交所：1460），在1992年，由主席李昌源、前主席楊敏健，和其多名投資人創立「揚科有限公司」。業務在全球經營提供各行業資訊科技咨詢服務。
股份在2015年3月18日於港交所創業板上市，當時代碼為8140.HK。配售股份為2.5億股，股份價格為0.3至0.4港元，集資額為6830萬港元，用作购买新办公物业以及装配和翻新现有办公物业；扩充专业团队及提升服务质量等。
2016年10月12日轉往主板上市。

## 連結
- ico.com.hk （页面存档备份，存于）